# Onciale 0115
- Papyrus
- Onciale
- Minuscules
- Lectionnaire

Le Codex 0115, portant le numéro de référence 0115 (Gregory-Aland), ε 57 (Soden), est un manuscrit du Nouveau Testament sur parchemin écrit en écriture grecque onciale.

## Description
Le codex se compose de deux folios. Il est écrit en deux colonnes, de 23 lignes par colonne. Les dimensions du manuscrit sont 25 x 18 cm. Les experts datent ce manuscrit du IXe siècle ou Xe siècle,. 
Contenu
C'est un manuscrit contenant le texte incomplet  de l'Évangile selon Luc (9,35-47; 10,12-22). 
Il contenant κεφαλαια (chapitres), τιτλοι (titres), les Sections d'Ammonian, et canons de concordances.
Texte
Le texte du codex représente un texte alexandrin. Kurt Aland le classe en Catégorie III. 
Lieu de conservation
Le codex est conservé à la Bibliothèque nationale de France (Gr. 314, ff. 179, 180) à Paris.